# Marcel Barnard
Marcel Barnard (Leiden, 17 mei 1957) is een Nederlands theoloog, predikant, liturgie-wetenschapper en (emeritus-) hoogleraar. Zijn wetenschappelijk werk richt zich op de bestudering van liturgie en rituelen in verschillende contexten binnen het protestantisme en op de relatie tussen theologie en de kunsten.

## Leven en werk

### Opleiding
Marcel Barnard bezocht het Stedelijk Gymnasium te Leiden en studeerde aansluitend theologie aan de Universiteit van Amsterdam. Als kind was hij al gefascineerd door dominees en kerkdiensten. Tijdens zijn studie theologie raakte hij gegrepen door de liturgie van de (protestantse) vieringen in de Oude Kerk in Amsterdam. Deze werd gekenmerkt door de wekelijkse avondmaalsvieringen in een eeuwenoud kerkgebouw, in combinatie met muziek van een oud orgel en de Sweelinckcantorij, en staand in een eeuwenoude traditie. In deze periode leerde hij ook evangelicale en klassiek-gereformeerde manieren van vieren kennen. De bestudering van liturgie en rituelen in verschillende contexten zou het hoofdonderwerp van zijn wetenschappelijk werk worden.

### Werk
Na zijn studie theologie was Barnard van 1986 tot 1999 predikant in de Nederlandse Hervormde Kerk. Hij was verbonden aan kerken in Broek in Waterland en Zeist, en aan het studentenpastoraat in Leiden. In 1987 promoveerde hij op het agnosticisme en estheticisme bij Allard Pierson.

#### Hoogleraarschappen
Van 1996 tot 2000 was Barnard docent Praktische theologie aan het Evangelisch-Luthers Seminarium van de Universiteit van Amsterdam, gevolgd door een Kerkelijk hoogleraarschap aan dezelfde universiteit van 2000 tot 2001. In 2001 werd Barnard Kerkelijk hoogleraar Liturgiek aan de Rijksuniversiteit Utrecht, een functie die hij tot 2006 bekleedde. Van 2004 tot en met 2019 had hij een aanstelling als bijzonder hoogleraar Liturgiewetenschap aan de Vrije Universiteit Amsterdam. Vanaf 2011 is hij ook (onbezoldigd) buitengewoon hoogleraar Praktische theologie aan de Universiteit van Stellenbosch, Zuid-Afrika. Barnard was eerste of tweede promotor bij 25 dissertaties, onder wie die van de kerkmusici Christiaan Winter en Jan Hage.
Van 2007 tot en met 2024 was Barnard hoogleraar Praktische Theologie en Liturgiewetenschap aan de Protestantse Theologische Universiteit in Amsterdam. Aan deze universiteit was hij wetenschappelijk directeur van het Institute for Ritual and Liturgical Studies en gaf hij leiding aan het Onderzoekscentrum Jeugd, Kerk en Cultuur. Binnen dezelfde universiteit gaf hij van 2007 tot 2020 leiding aan het Onderzoeksprogramma Practices, en van 2016 tot 2020 eveneens aan de Graduate School en de Commissie Wetenschapsbeoefening.

#### Voorzitterschappen
- 2012 Internationale Onderzoeksevaluatie Commissie Praktische Theologie van de Universiteit van Pretoria, Zuid-Afrika
- 2014 Internationale Visitatiecommissie Onderzoek van de Universiteit voor Humanistiek
- 2018 Internationale Evaluatiecommissie Theologie van de Universiteit van Stellenbosch, Zuid-Afrika
- 2022 voorzitter van de internationale visitatiecommissie Faculteit Theologie en Religie, Universiteit van Pretoria, Zuid-Afrika

#### Overig
Barnard was 1994 tot 2004 supervisor en lid van de Werkgroep Liturgische Aspecten van de Nieuwe Bijbelvertaling.
In 2008 en 2009 leidde hij de Commissie Barnard van de Universiteit voor Humanistiek en het Humanistisch Verbond in verband met de implementatie van de nieuwe Wet op het Hoger Onderwijs en Wetenschappelijk Onderzoek.
Hij was voorzitter van de Commissie Dienstboek van de Protestantse Kerk in Nederland die het Dienstboek voorbereidde dat in 2016 door de Generale Synode van de kerk werd aanvaard.
Barnard was senior-onderzoeker bij de Nederlandse Onderzoekschool voor Theologie en Religiestudies en lid van de Societas Liturgica - An International Society for Liturgical Renewal, waarvan hij ook tweemaal bestuurslid was. Hij was van 2007 tot 2015 toezichthouder bij Museum Catharijneconvent te Utrecht en van 1993 tot 2008 achtereenvolgens bestuurslid en voorzitter van de Prof. dr. G. van der Leeuwstichting. Barnard is lid van het Teylers Godgeleerd Genootschap en lid van de Wetenschapscommissie van het Teylers Museum te Haarlem. Sinds 1998 is hij lid van de Maatschappij Der Nederlandse Letterkunde. Daarnaast is hij lid van de redactie van het Jaarboek van de Maatschappij.
Van 2022 tot het eind van zijn loopbaan als hoogleraar in 2024 heeft Barnard zich bezig gehouden met onderzoek naar informatietechnologie en wat die voor het denken over God betekent. Zijn bevindingen publiceerde hij in het boek God in bits & bytes (tevens de titel van zijn afscheidsrede aan de PThU) dat ter gelegenheid van zijn afscheid als hoogleraar in 2024 verscheen.

## Publicaties
Barnard is hoofdredacteur van de internationale serie Liturgia Condenda (Peeters, Leuven), het Yearbook for Ritual and Liturgical Studies en de serie Netherlands Studies in Ritual and Liturgy. Sinds 2023 is hij hoofdredacteur van Museumpeil, het vakblad voor museummedewerkers in Nederland en Vlaanderen. Hij is daarnaast redactielid van een aantal Zuid-Afrikaanse theologische wetenschappelijke tijdschriften. Hij schreef (onder meer samen met leden van zijn onderzoeksteam) talloze wetenschappelijke artikelen, die gepubliceerd werden in gerenommeerde internationale journals zoals The International Journal of Religion and Spirituality in Society, Journal of Beliefs and Values, British Journal of Religious Education, Jahrbuch für Liturgik und Hymnologie en het International Journal of Practical Theology.
Barnard publiceerde meer dan 25 boeken als (mede-) auteur en als eindredacteur. De resultaten van zijn onderzoek over veranderende liturgie en rituelen verschenen in verschillende boeken met praktische aanbevelingen. Ook publiceerde hij vele artikelen voor professionals in kerk en samenleving. Daarnaast schreef hij voor het brede publiek boeken, o.a. over religie en beeldende kunst. 
Een selectie:
- 1997 Wat het oog heeft gezien. Verbeelding als sleutel van het credo - M. Barnard ISBN 9789021136684
- 2001 Ritueel bestek. Antropologische kernwoorden van de liturgie - M. Barnard e.a. ISBN 9789021137964
- 2002 Nieuwe wegen in de liturgie. De weg van de liturgie - een vervolg - M. Barnard en N. Schumann ISBN 9789021138565

- 2004 Dans Kan Niet Sterven. Gerardus van der Leeuw (1890-1950) herlezen - M. Barnard
- 2005 Zeggen en zwijgen. Oecumenisch gebedenboek voor alledag - onder redactie van M. Barnard ISBN 9789021139906
- 2006 Liturgie voorbij de Liturgische Beweging - M. Barnard en W.C. Banks - ISBN 9789021140933

- 2009 De Bijbel cultureel. De Bijbel in de kunsten van de twintigste eeuw - M. Barnard en G. van de Haar ISBN 9789021142203
- 2014 Liturgia Condenda - Worship in the Network Culture - M. Barnard e.a. ISBN 9789042930698

- 2018 Tot Gods eer. Handreiking voor gesprekken over liturgie - M. Barnard ISBN 9789023954606
- 2018 God in hedendaagse kunst - M. Barnard en W. Stoker ISBN 9789402243017
- 2020 Meditaties van de ziel - M. Barnard ISBN 9789086598052
- 2020 Stemmen uit broos lompenpapier. Queeste in een drukwerkje van H.N.Werkman - Marcel Barnard (Teylers Stichting) ISBN 9789083004419
- 2021 Handbook of Disaster Ritual. Multidisciplinary Perspectives, Cases and Themes - Martin Hoondert, Paul Post, Mirella Klomp, Marcel Barnard (eds.) - (Liturgia Condenda 32) ISBN 9789042946491
- 2024 God in bits & bytes - M. Barnard - ISBN 9789493220584

## Prijzen
In 2011 won hij samen met Gerda van de Haar tijdens de Nacht van de Theologie de Theologiepublicatie Prijs voor het boek De Bijbel cultureel.

## Privé
Marcel Barnard stamt uit een familie van dichters, denkers en dominees. Hij is familie van de dichter-theoloog Willem Barnard en diens zoon de dichter Benno Barnard. Barnard is getrouwd met hoogleraar Anne Margriet Pot.